# 六花亭
六花亭製菓株式會社為設於日本北海道帶廣市的糖果糕點製造公司，其特色為採用畫家坂本直行所設計的花草主題包裝紙。

## 歷史

### 二次大戰前
六花亭的前身為千秋庵旗下的札幌千秋庵在1933年到帶廣市成立的帶廣千秋庵。最初是由札幌千秋庵社長岡部式二的弟弟岡部勇吉負責經營，但岡部勇吉由於身體狀況不佳，在1937年改由原本也在札幌千秋庵工作的外甥小田豐四郎負責。
1939年10月日本實施了價格統制令，造成糖果糕點業者無法取得足夠的砂糖來生產甜點，但廣千秋庵預先從盤商購入了大量的砂糖避免的材料短缺的困境，也因此在帶廣地區取得了經營的優勢。但在1943年小田豐四郎被徵召前往戰場，1944年日本實施「工廠疏散」，讓公司營運暫時中止。

### 改名為六花亭
二次大戰結束後，1946年6月小田豐四郎回到帶廣，重新開始經營帶廣千秋庵，在戰爭後材料缺乏的時期，採用了蜂蜜、雞蛋、牛奶、南瓜等材料來生產饅頭。
1952年推出了帶廣當地的第一個特色甜點「ひとつ鍋」，曾帶來1日10萬日圓的業績。此後帶廣千秋庵便致力於發展區域特色，先後推出「郭公之里、「らんらん歌」、「男爵」、「大平原」、「萬作」等甜點。
1961年開始也採用長期居住於十勝地區的畫家坂本直行的作品於包装紙上，此包裝紙一直沿用至今。
1968年開始擴大規模，建立自動化生產工廠生產巧克力，並成為當地的特色土產，也提升了帶廣千秋庵的知名度，在1972年帶廣千秋庵的營業額即有三分之二來自巧克力。因此帶廣千秋庵開始規劃進入札幌地區，但由於札幌千秋庵不同意其在札幌使用「千秋庵」的商標。1977年5月，帶廣千秋庵停止使用「千秋庵」的名稱，更名為「六花亭」，「六花」指的是「六角形的花」，也就是雪的結晶「冰晶」。

## 外部連結
- （日語） 六花亭 （页面存档备份，存于）